# Zentrales Aufnahmeheim Röntgental
Das Zentrale Aufnahmeheim (kurz: ZAH) war eine Einrichtung der DDR in Röntgental bei Berlin, in die Zuwanderer und vor allem Umsiedler und Rückkehrer aus der Bundesrepublik Deutschland zur Überprüfung eingewiesen wurden.

## Geschichte
Die geheime Einrichtung wurde im April 1979 vom Ministerium des Inneren eröffnet und blieb als letztes von mehreren Aufnahmeheimen bis zum Frühjahr 1990 in Betrieb. Sie konnte bis zu 117 Personen aufnehmen.
Anfang der 1980er Jahre verfügte die Einrichtung über insgesamt 112 Mitarbeiter, die aus der Hauptabteilung Kriminalpolizei (Arbeitsgruppe der Volkspolizei, 51 Mitarbeiter), dem Bereich Innere Angelegenheiten (32 Mitarbeiter) und den Betriebsschutzkommandos der Volkspolizeiinspektion Pankow (29 Mitarbeiter) stammten. Hinzu kamen 19 hauptamtliche Mitarbeiter der Staatssicherheit. Im Zeitraum von 1981 bis 1985 wurden in der Einrichtung 1100 Personen überprüft, etwas mehr als die Hälfte der Personen wurde zurückgewiesen. Die Neubürger wurden nach ihrer Ansiedlung in der DDR weiterhin durch Staatssicherheit und Volkspolizei kontrolliert.
Während ihres Aufenthalts in der Einrichtung durfte das eingezäunte Gelände nicht verlassen werden. Es fanden routinemäßig mehrfache Vernehmungen durch Staatssicherheit und Volkspolizei statt. Öffentliche Aufmerksamkeit erlangte die Einrichtung durch Berichte von Rückkehrern, die aussagten, dass ihr Aufenthalt mit haftähnlichen Umständen und einschüchternden Verhören verbunden gewesen sei. Während ihres Aufenthaltes seien sie über das zukünftige Schicksal ihrer Person und ihrer Familie im Unklaren gelassen worden und zermürbt worden. Einige Personen hätten sich unter diesen Umständen das Leben genommen.
Zu den Zeitzeugen zählt der spätere Innen- und Sozialminister des Landes Brandenburg Alwin Ziel. Auch einige  RAF-Terroristen, die in der DDR aufgenommen wurden, durchliefen diese Einrichtung.